# Hội Địa lý Quốc gia (Hoa Kỳ)

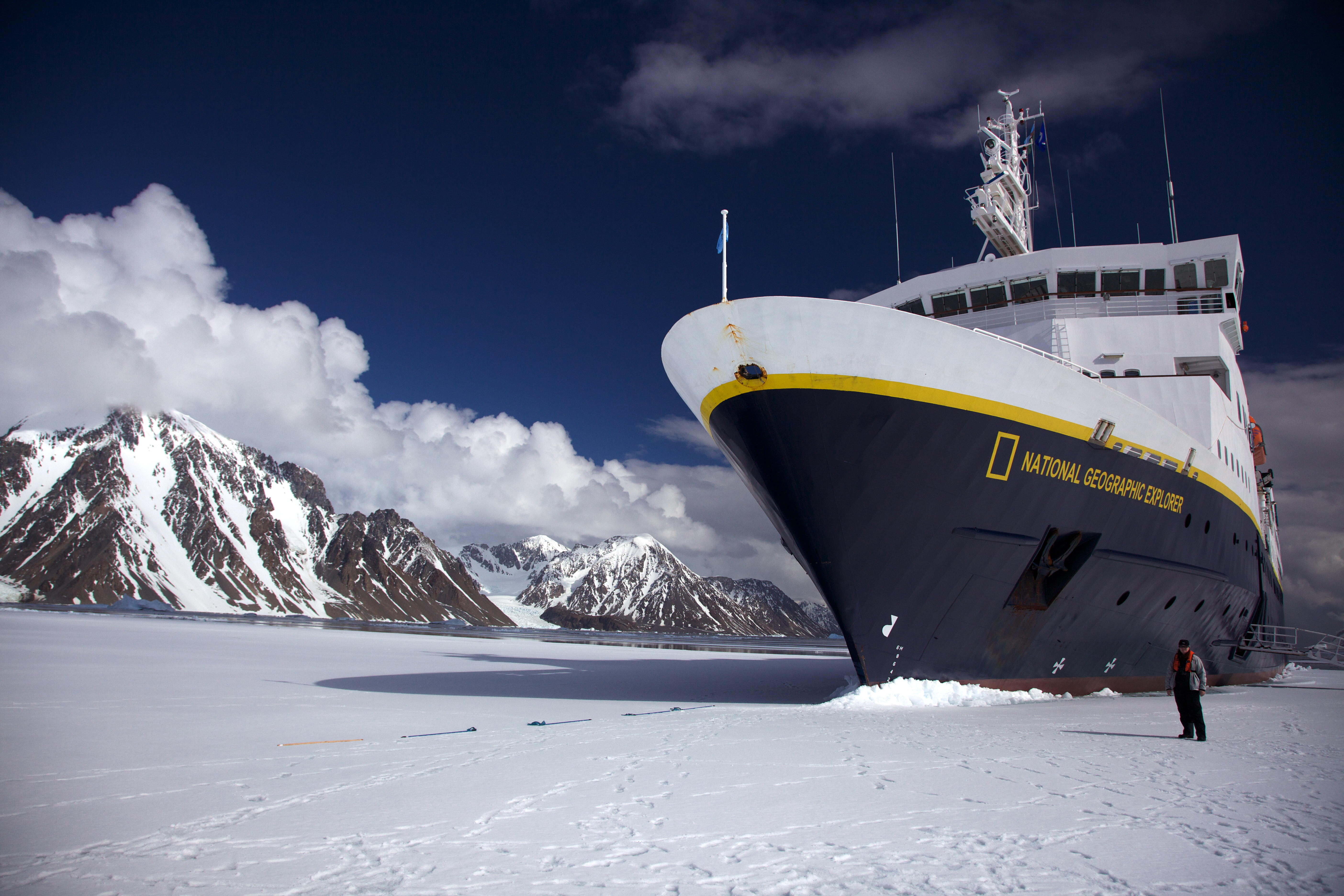
National Geographic Explorer thăm Nam Cực

Hiệp hội địa lý Quốc gia hay Hội Địa lý Quốc gia Hoa Kỳ (tên tiếng Anh: National Geographic Society, viết tắt NGS) là một hiệp hội tư nhân, được thành lập ngày 27 tháng 1 năm 1888, bởi 33 thành viên với mong muốn "thành lập một hiệp hội nhằm nâng cao và phổ biến kiến thức địa lý".

## Tạp chíNational Geographic

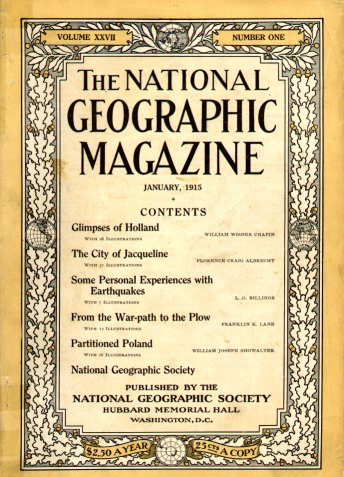
Bìa của số National Geographic tháng 1 năm 1915

Tạp chí National Geographic, với ấn bản lần đầu tiên ra mắt chín tháng sau khi hội được thành lập. Tạp chí này đã trở thành một trong những tạp chí nổi trên tiếng giới. Thiết kế trình bày của tạp chí có khung viền vàng đặc trưng trên bìa ngoài. Ký hiệu khung vàng này đã được đăng ký là nhãn hiệu riêng cho National Geographic.
Tạp chí cho ra 12 ấn bản một năm (mỗi tháng một số) và ít nhất 4 phụ bản địa đồ. Ngoài ra tạp chí còn đôi có những đặc bản chuyên đề. Với nhiều chủ đề nổi tiếng về phong cảnh và lịch sử hầu hết mọi nơi xa gần trên thế giới, National Geographic có vị trí là tạp chí thượng đẳng về nhiếp ảnh cũng như bài vở. Vì đòi hỏi tiêu chuẩn cao, hình ảnh phóng sự của tạp chí này được sánh với những ấn phẩm cao nhất về nghệ thuật cũng như kỹ thuật trên thế giới. Ngay từ đầu thế kỷ 20 khi kỹ thuật còn kém, National Geographic đã in hình màu.
Tạp chí còn được biết đến nhiều vì những phụ bản địa đồ chi tiết. Các tài liệu lưu trữ của hội thậm chí còn được chính phủ Mỹ sử dụng, khi mà khả năng vẽ bản đồ của chính phủ còn hạn chế. Năm 2001, Hội địa lý quốc gia Hoa Kỳ phát hành một bộ tám đĩa CD-ROM ghi chi tiết tất cả các tấm bản đồ từ năm 1888 tới năm 2000. Độc giả của tạp chí thường giữ lại các số báo cũ để cả gia đình cùng xem.
Trong suốt thời kỳ chiến tranh lạnh, tạp chí luôn cố gắng có mặt khắp nơi để phản ánh cục diện các quốc gia. Tạp chí có các bài về Berlin, Liên bang Xô Viết, và Trung Quốc Cộng sản, cố giữ vị trí trung lập chính trị và tập trung vào văn hóa. Trong phần tin về cuộc chạy đua khoa học vũ trụ, National Geographic tập trung vào các thành tựu khoa học.
National Geographic hiện có 32 phiên bản dùng nhiều ngôn ngữ trên thế giới. Tổng số phát hành hàng tháng là gần chín triệu số báo với hơn 50 triệu độc giả.

## Kênh National Geographic
Ngoài ra, Hội địa lý Quốc gia Hoa Kỳ còn sản xuất hệ thống truyền hình phim tài liệu National Geographic Channel.